# Christianshavns Skole
Christianshavns Skole er en offentlig folkeskole i den københavnske bydel Christianshavn i Danmark. Skolen har 9 klassetrin, og der går omkring 690 elever. Bygningen blev tidligere brugt som et marinehospital.

## Bygninger
Skolen består af to bygningskomplekser, Filialen og Hovedskolen, der ligger ca. 200 m. fra hinanden på Prinsessegade. I 2014-19 gennemgik skolen en større ombygning og udvidelse i forbindelse med en udvidelse fra tre til fire spor. Efter udvidelsen består skolen af en ny bygning, en tilbygning og 4 eksisterende bygninger, hvoraf to af er bevaringsværdige og én er fredet. Den ældste bygning er fra 1758 og er oprindelig en villa, tegnet af Philip de Lange.

## Historie
Hovedbygningen var oprindeligt et hospital, Marinehospitalet, for Søværnet. Det blev opført i 1915 af arkitekt Bernhard Ingemann, indviet den 7. april 1915 og brugt indtil 1928, hvor det blev erstattet af det nye militærhospital, Københavns Militærhospital, på Tagensvej, som også erstattede militærhospitalet i Rigensgade. Bygningen blev i perioden 1928 til 1940 overtaget af Østifternes Åndssvageanstalt, og benyttet som anstalt for åndssvage, som var betegnelsen for mennesker med udviklingshæmning, på det tidspunkt. Stedet fik navnet Hübertzminde opkaldt efter foregangsmanden indenfor den danske åndssvageforsorg, læge, dr. med. Jens Rasmussen Hübertz. Da Danmark blev besat af Nazi-tyskland d. 9 april 1940, konfiskerede tyskerne Flyvestation Værløse, hvilket gjorde alle hærens lufttropper hjemløse. De overtog det tidligere marinehospital d. 7 oktober, og det blev kendt som Prinsessegades Kaserne. En dansk betjent kom til skade ved installationen da tyskerne arresterede de sidste danske militær- og politistyrker d. 29 august 1943. Bygningen blev derefter konfiskeret og brugt som et tysk lazaret indtil slutningen af 2. verdenskrig.
Bygningen blev købt af Københavns Kommune i 1949 og konverteret til en offentlig folkeskole. Skolen åbnede i sin nye form i 1950.